# Kurt Maczek

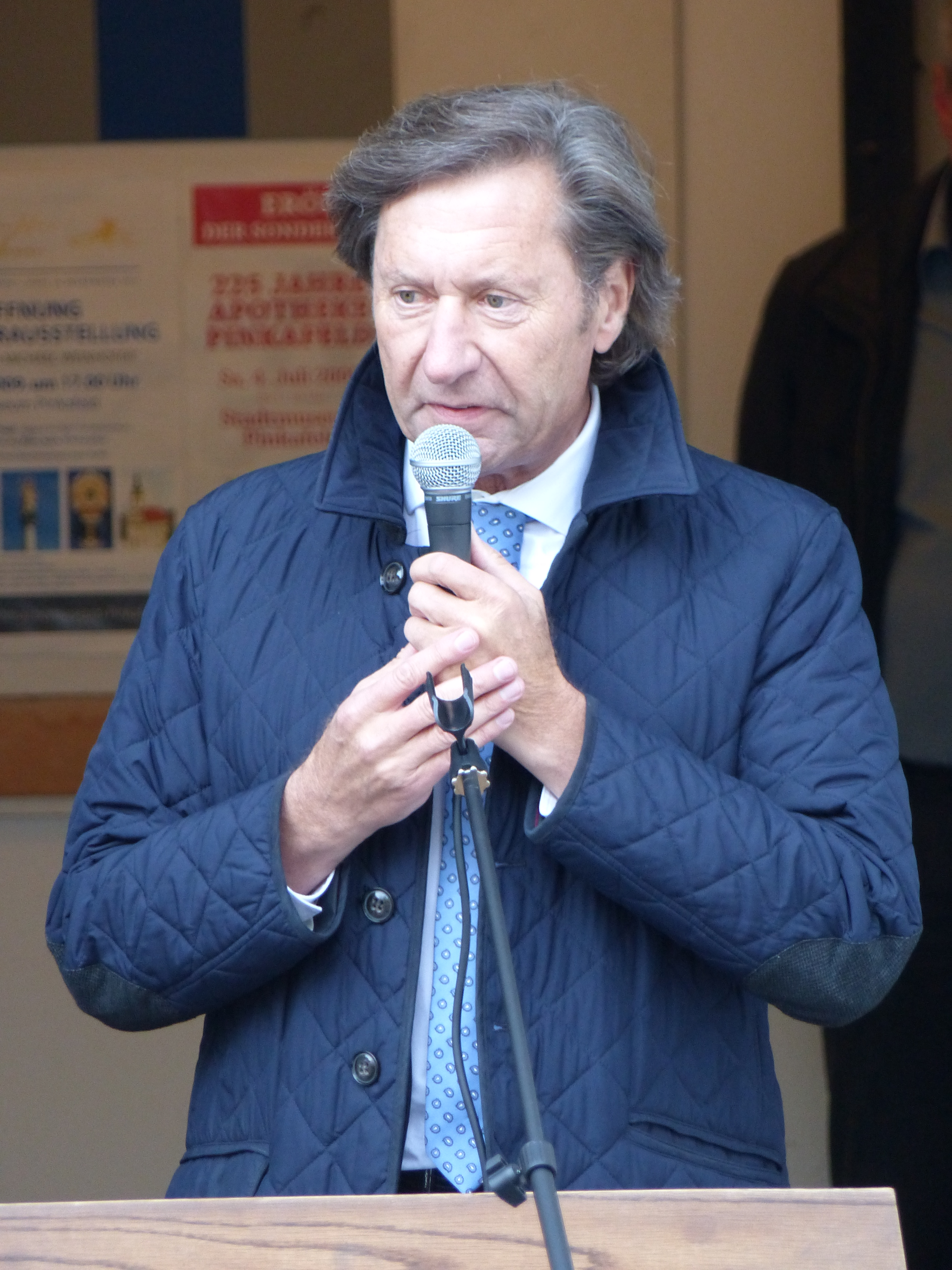
Kurt Maczek während einer Ansprache im Stadt-, Tuchermacher- und Feuerwehrmuseum Pinkafeld 2015.

Kurt Maczek (* 9. April 1955) ist ein österreichischer Politiker der SPÖ.

## Leben
Nach dem Besuch des BRG Oberschützen absolvierte er Lehramtsstudium der Fächer Leibesübungen und Geschichte an der Universität Graz, das er mit der Verleihung des akademischen Grades Magister abschloss. Ab 1979 unterrichtete er als Lehrer an der HTL Pinkafeld.
In der Saison 1969/70 debütierte Maczek als Tormann in der Kampfmannschaft des SC Pinkafeld in der burgenländischen Landesliga. Mitte der 1970er-Jahre spielte er mit dem SC Pinkafeld für mehrere Saisonen in der Regionalliga Ost. Nach dem Ende seiner Fußballerkarriere erwarb er die UEFA-A-Lizenz und war danach als Trainer beim SV Oberwart tätig.

## Politik
Kurt Maczek war ab 1997 Stadtrat der Stadtgemeinde Pinkafeld, im Jahr 2000 wurde er dort zum Vizebürgermeister ernannt und 2002 zum Bürgermeister.
Er ist seit dem 25. Oktober 2005 Abgeordneter zum Burgenländischen Landtag und im Landtag Bereichssprecher für Vereine, Innovation (Technologie, Forschung, IKT) und Dorferneuerung. Am 17. Februar 2020 wurde er mit 19 von 36 Stimmen zum Dritten Landtagspräsidenten gewählt. Für die Landtagswahl 2025 verzichtete er auf eine Kandidatur.

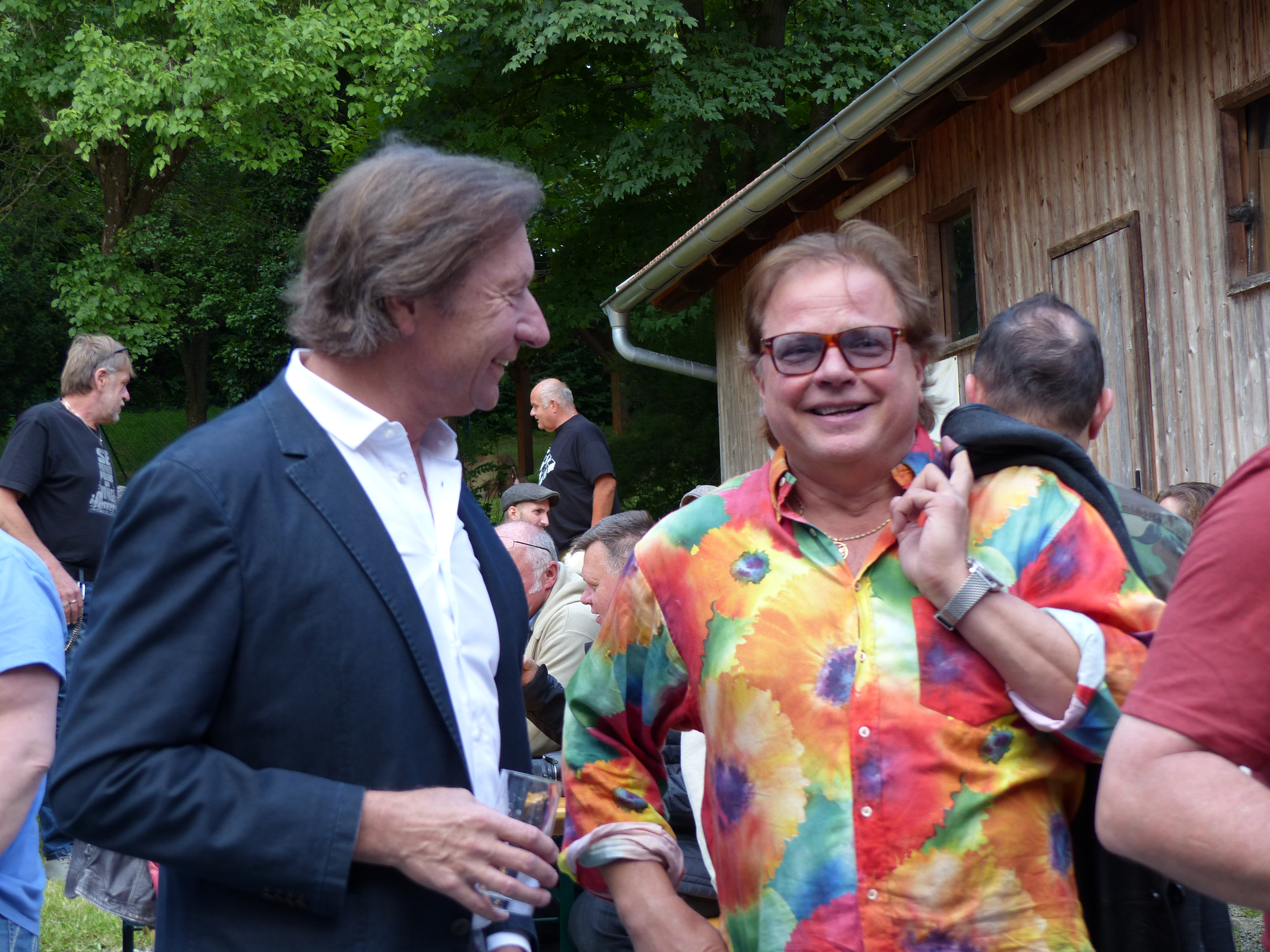
Kurt Maczek mit dem Musiker Ewald Pfleger im Stadtmuseum Pinkafeld (2018)
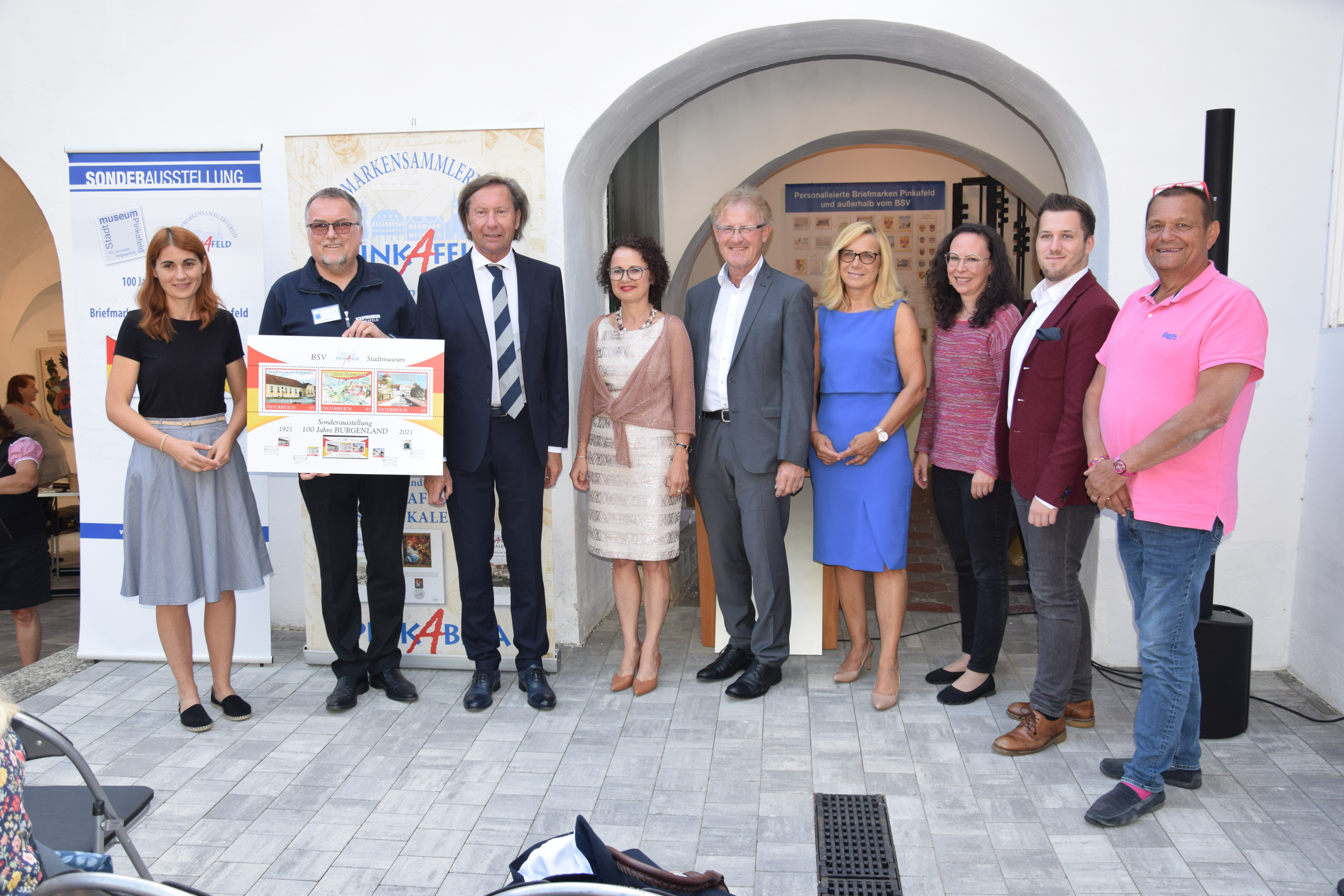
Kurt Maczek mit Carina Laschober-Luif und Elisabeth Trummer im Alten Rathaus Pinkafeld (2021)
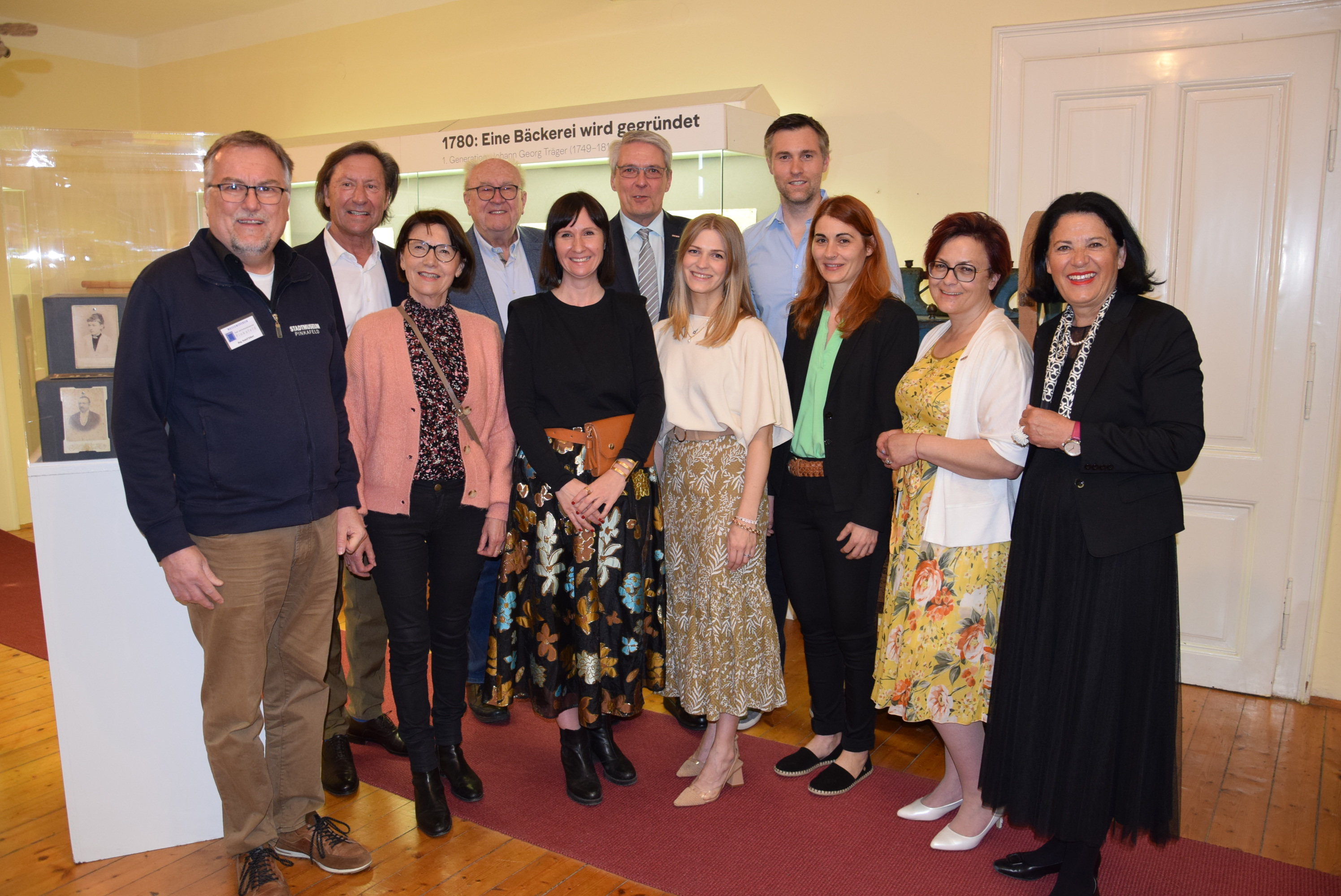
Kurt Maczek und Carina Laschober-Luif im Alten Rathaus Pinkafeld (2022)